# Buchholterberg
Buchholterberg ist eine Einwohnergemeinde im Schweizer Kanton Bern. Sie gehört zum Verwaltungskreis Thun.

## Geographie
Die Gemeinde liegt in einer Hügelzone am rechten Talhang und reicht von der Rothachenschlucht bis hinauf zum Schindelberg. Die Hauptsiedlung ist das Dorf Heimenschwand. Oben am Hang liegen ausser diesem Dorf noch die Weiler Zihl und Bätterich. Weiter unten liegen die Weiler Marbach, Schaubhaus, Badhaus, Ibach, Wangelen, Teufenbach, Wyler und Rothachen. In den letzten Jahren sind die Neubauquartiere Heimenegg, Höh und Längmatt entstanden. Vom gesamten Gemeindeareal von 1534 ha werden 59,3 % landwirtschaftlich genutzt. Über ein Drittel (34,2 %) sind von Wald und Gehölz bedeckt, und nur 5,4 % sind Siedlungsfläche. 
Im östlichen Gemeindegebiet liegt nahe der Ortschaft Wachseldorn das Wachseldornmoos.

## Bevölkerung
Anfang 2005 zählte die Gemeinde 1480 Einwohner. Davon waren 1463 (98,85 %) Schweizer Staatsangehörige und 17 ausländische Zuwanderer.

## Politik
Die Stimmenanteile der Parteien anlässlich der Nationalratswahl 2023 betrugen: SVP 60,6 % (−2,6 %), EDU 9,0 % (+3,3 %), Mitte 4,9 % (−1,2 %), SP 4,8 % (+1,0 %), EVP 4,8 % (+0,9 %), glp 4,3 % (−0,1 %), GPS 4,1 % (−1,6 %), FDP 2,6 % (+0,5 %).

## Einrichtungen
Im Ortsteil Heimenschwand befindet sich eine Abhörstation des Onyx-Netzwerks des schweizerischen Nachrichtendienstes, zu der drei grosse Parabolantennen und eine von je drei freistehenden je 53 Meter hohen Stahlfachwerktürmen mit dreieckigem Querschnitt getragene logarithmisch-periodische Antenne gehören.

## Geschichte
Die erste urkundliche Erwähnung von Buchholterberg datiert aus dem Jahre 1238 als Bucholtron. Die Gemeinde gehört erst seit 1863 zum Amtsbezirk Thun. Zur Reinigung des Abwassers wurde die Gemeinde an die ARA Thunersee in der Uetendorfer Allmend angeschlossen.
Auf der Suche nach Rohstoffen wurde in der Gegend von Buchholterberg im Auftrag des «Eidgenössischen Kriegs-, Industrie- und Arbeitsamtes, Abteilung Bureau für Bergbau» 1942 nach Kohle und 1949 nach Uran gesucht. Bei Probegrabungen wurde eine kohleführende Schicht (Pechglanzkohle) in einer der hohen Nagelfluhwände am Ufer der Rotache gefunden, auch wurde eine erhöhte Radioaktivität festgestellt. Die Mengen an Kohle und Uran waren jedoch viel zu gering, um lohnend abgebaut werden zu können.

## Persönlichkeiten
- Annette Beutler (* 1976), Radrennfahrerin, geboren in Heimenschwand